# Grand Prix Europy 2012
Grand Prix Europy 2012 (oficjalnie Grand Prix of Europe 2012) – ósma runda Mistrzostw Świata Formuły 1 w sezonie 2012.
Zwyciężył ją Fernando Alonso z zespołu Ferrari, finiszując przed Kimim Räikkönenem (Lotus) i Michaelem Schumacherem z Mercedesa. Spowodowało to awans Hiszpana na pierwsze miejsce w klasyfikacji generalnej.
Najlepszy w kwalifikacjach był Sebastian Vettel z Red Bull Racing, a najszybsze okrążenie wyścigu należało do Nico Rosberga (Mercedes).

## Opis weekendu wyścigowego

### Tło

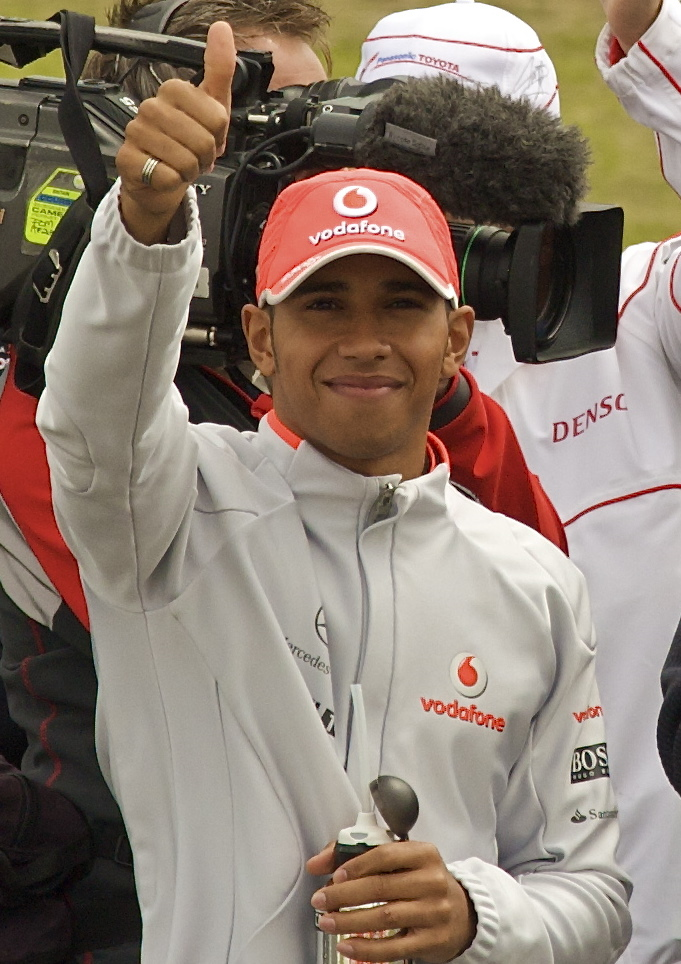
Hamilton został siódmym zwycięzcą w sezonie 2012 i objął prowadzenie w klasyfikacji kierowców

Po Grand Prix Kanady w klasyfikacji generalnej kierowców prowadził Lewis Hamilton z dorobkiem 88 punktów i przewagą dwóch punktów nad Fernando Alonso, a trzech nad Sebastianem Vettelem. W pierwszych sześciu wyścigach sezonu, po raz pierwszy w historii wyłoniono sześciu różnych zwycięzców – triumfowali Jenson Button, Fernando Alonso, Nico Rosberg, Sebastian Vettel, Pastor Maldonado, Mark Webber. W poprzedzającym ten weekend wyścigowy Grand Prix Kanady zwyciężył natomiast, jako siódmy w sezonie, Lewis Hamilton, przed Romainem Grosjeanem i Sergio Pérezem.
Po eksperymentach z dwoma systemami aktywacji DRS z jednym punktem pomiarowym podczas Grand Prix Europy 2011, FIA zdecydowała o użyciu w 2012 jednej, dłuższej strefy, postępując podobnie jak podczas GP Kanady. Punkt pomiarowy został umiejscowiony na podejściu do zakrętu nr 8, a punkt aktywacyjny między zakrętami 10 a 11 (będąc przesuniętym o 70 m od ułożenia z poprzedniego roku). Strefa kończyła się w zakręcie nr 12.
Przed weekendem wyścigowym grupa mieszkańców Walencji przeciwna rozgrywaniu wyścigu założyła stowarzyszenie Circuit Urba No i napisała list otwarty do Fernando Alonso, uzasadniając w nim potrzebę zaprzestania organizacji Grand Prix w tym mieście tym, że w Hiszpanii panuje kryzys gospodarczy.
Sędzią z ramienia byłych kierowców wybrany został Mika Salo.

### Sesje treningowe

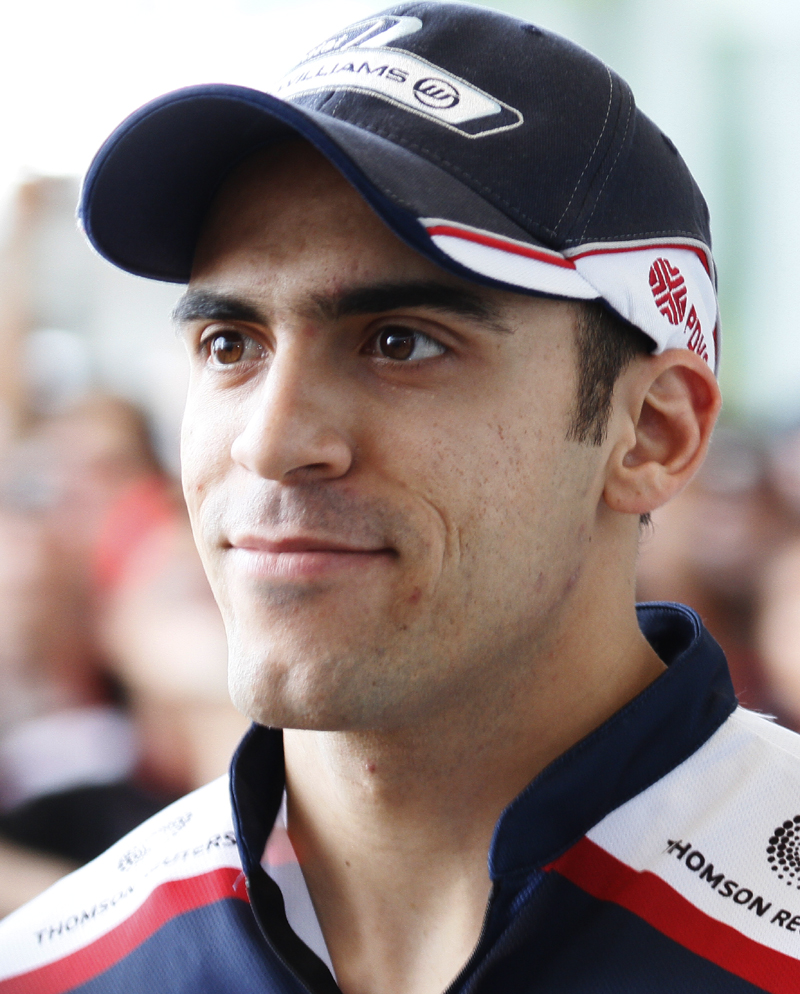
Pastor Maldonado – najszybszy w pierwszej sesji

Pierwszy trening odbył się w piątek 22 czerwca 2012, o godzinie 11:00. Temperatura toru wynosiła około 23 °C. Jako pierwsi, 25 minut po rozpoczęciu sesji czasy ustanowili kierowcy Toro Rosso. Wystąpiło dwóch zmienników – Valtteri Bottas (Williams) i Jules Bianchi (Force India). Kierowcy zajęli się głównie gumowaniem asfaltu. W trakcie treningu wielokrotnie dochodziło do wyjazdów bolidów poza tor i blokowania przednich kół. Awaria KERS dotknęła Marka Webbera. Problemy z tym systemem miał również Jenson Button, który dodatkowo miał źle zbalansowany pojazd i w pewnym momencie wymienione zostało jego przednie skrzydło. Natomiast w bolidzie Pedro de la Rosy awarii uległ DRS. 40 minut przed końcem sesji najlepszy jej czas ustanowił Pastor Maldonado – 1:40,890. Na jednym z okrążeń Red Bull Sebastiana Vettela po błędzie w zakręcie nieomal zderzył się z bandą. Na koniec sesji temperatura wynosiła 32 °C. Zwyciężył ją Maldonado, który przejechał 22 okrążenia. Drugi czas należał do Vettela, a trzeci do Webbera. Najwięcej pomiarowych okrążeń przebył zaś Daniel Ricciardo – (28).
Druga sesja, o 14:00, rozpoczęła się inaczej – już w pierwszych minutach wielu kierowców wyjechało na tor i ustanowiło czasy. Jako pierwszy dokonał tego Romain Grosjean. Nadal istniał problem blokowania przednich kół. Około 25. minuty nad Walencją wyszło słońce. Wkrótce większość zespołów zmieniła opony w bolidach na miękkie. Najlepszy czas okrążenia na nowej mieszance ustanowił Vettel – 1:39.334. W 45. minucie doszło do awarii układu kierowniczego w samochodzie de la Rosy. W wyniku tego bolid HRT uderzył w bandę. Spowodowało to wywieszenie żółtej flagi. Niedługo później bolid Péreza dokonał obrotu wokół własnej osi w zakręcie nr 17. Pod koniec treningu sztab mechaników Lewisa Hamiltona ćwiczył pit-stopy. Kierowcy odbywali stinty z większą ilością paliwa, tak więc nikt nie odnotował już lepszego rezultatu od Vettela. Drugi był Nico Hülkenberg, a trzeci Kamui Kobayashi. Tor pod koniec sesji miał temperaturę 41 °C.
Trzeci trening rozpoczął się o 11:00 w sobotę 23 czerwca. Niebo było bezchmurne. Ponownie jako pierwszy na tor wyjechał Grosjean, którego zespół próbował zoptymalizować tempo kwalifikacyjne. Problemy z prowadzeniem bolidu mieli Michael Schumacher i Felipe Massa. Tymczasem Webber doznał awarii układu hamulcowego w swoim bolidzie. Spowodowało to wykluczenie jego dalszego udziału w treningu po czterech przejechanych okrążeniach. Vettel pod koniec sesji wyjechał na pobocze na drugim zakręcie, ale bez większych konsekwencji. Najszybszy podczas trzeciego treningu był Jenson Button, z czasem 1:38.562, przed Grosjeanem i Räikkönenem.

### Kwalifikacje

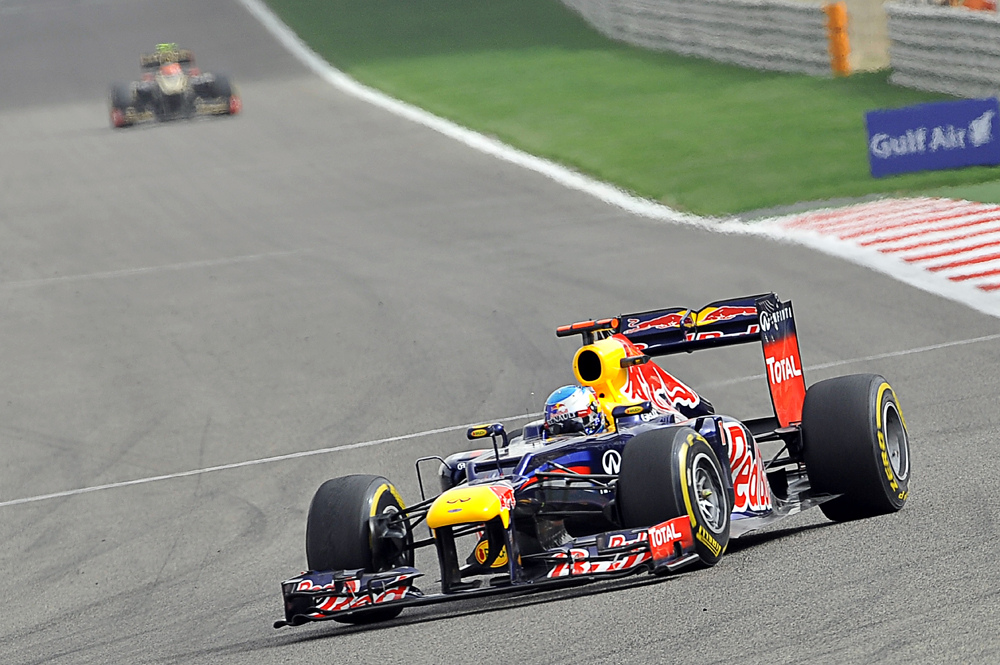
Sebastian Vettel w zwycięskim Red Bull RB8 (zdjęcie z GP Bahrajnu)

Pierwszą część czasówki większość bolidów rozpoczęła na oponach twardych. Najszybszy okazał się w niej Pastor Maldonado z czasem 1:38,825. W odstępie sekundy od tego czasu zmieściło się 14 innych kierowców. Mark Webber doznał awarii systemu DRS co spowodowało jego wolne tempo (około 1,3 sek straty z tego tytułu) i brak awansu do Q2. Poza nim nie awansowali także Vergne, Pietrow, de la Rosa, Karthikeyan oraz Pic. Regułę 107% spełnili wszyscy kierowcy, z wyjątkiem Timo Glocka, który nie wziął udziału w sesji kwalifikacyjnej z powodu grypy żołądkowej.
W Q2 większość kierowców ustanowiło swoje pierwsze czasy na początku, tym razem na oponach miękkich. Po pięciu minutach w tabeli prowadził Nico Rosberg. Druga seria przejazdów rozpoczęła się około 6 minut przed końcem bloku. Finalnie najlepszy czas tej części osiągnął Romain Grosjean (1:38,489 s). Do finałowej części nie awansowali: Alonso (tracąc 0,004 sekundy do dziesiątej pozycji) Schumacher, Massa, Senna, Pérez, Kovalainen oraz Ricciardo.
Początek sesji Q3 to wyjazd na tor wszystkich kierowców poza Vettelem, Kobayashim i Grosjeanem. Zawodnicy z zespołu Force India przejechali jedynie okrążenie instalacyjne. Wkrótce pierwszy w tabeli był Nico Rosberg z rekordem dwóch pierwszych sektorów. Pod koniec sesji na torze pojawili się wszyscy kierowcy. W tabeli dominowali kolejno: Grosjean, Maldonado i Vettel. Czas tego ostatniego – 1:38,086 s – zapewnił mu pole position. Na drugim miejscu uplasował się Hamilton, a za nim kolejno: Maldonado, Grosjean, Raikkonen, Rosberg, Kobayashi, Hülkenberg, Button i di Resta.

#### Po kwalifikacjach
Do wyścigu dopuszczony został Timo Glock, mimo braku ustanowionego czasu w kwalifikacjach, dzięki wystarczającym rezultatom we wszystkich poprzednich kwalifikacjach i w treningach. Zawodnik ten jednak wycofał się z wyścigu. Zespół Sauber został ukarany grzywną 5000 euro za wolne okrążenie zjazdowe w wykonaniu Péreza w Q2. Na drugiego z kierowców tego zespołu, Kamuiego Kobayashiego została nałożona reprymenda, ze względu na przyblokowanie Hülkenberga.

### Wyścig

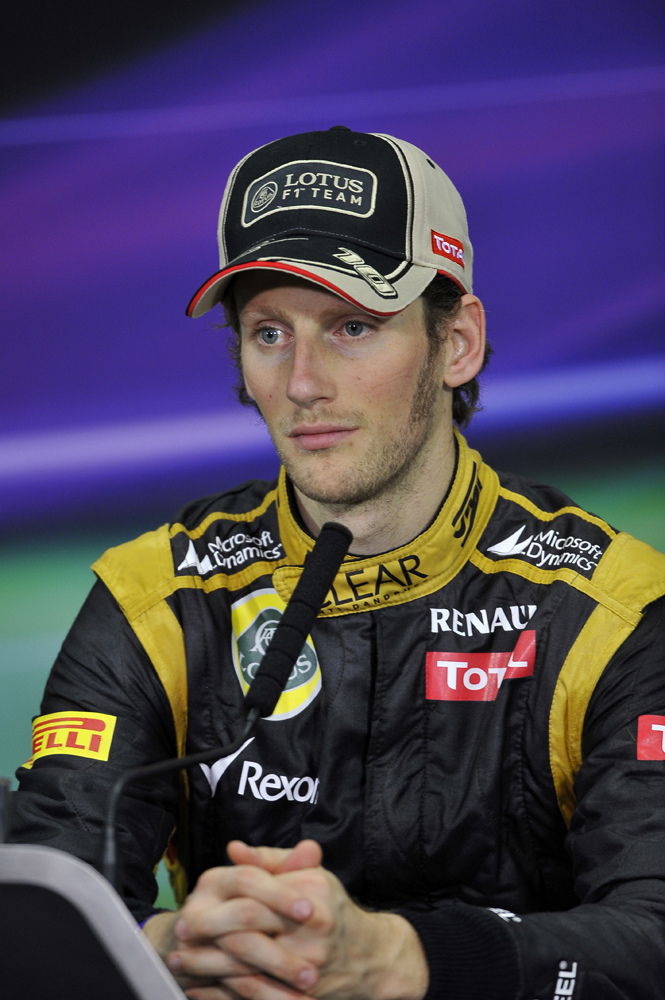
Romain Grosjean, przez długi czas utrzymujący się w pierwszej trójce

Na starcie wyścigu swoje pozycje utrzymali Vettel i Hamilton. Ten pierwszy od początku zaczął odjeżdżać reszcie stawki, co dało mu 4 sekundy przewagi po skończeniu drugiego okrążenia. Maldonado został wyprzedzony przez Grosjeana (między nimi doszło do niegroźnego kontaktu), a następnie przez Kobayashiego. Tymczasem Alonso awansował o trzy miejsca. Nico Rosberg natomiast stracił pięć pozycji. Wkrótce Grosjean przystąpił do próby wyprzedzenia Hamiltona, a Maldonado próbował dokonać tego manewru na Räikkönenie.
Vettel nadal zyskiwał przewagę. Grosjean utrzymywał wyraźnie szybsze tempo od Hamiltona. Za bolidem zawodnika McLarena wytworzył się ciąg kilku samochodów. W końcu Francuz wyprzedził go na dziesiątym okrążeniu, używając systemu DRS. Massa bezskutecznie próbował wyprzedzić di Restę. Na siódmym okrążeniu udało mu się to, jednak na dohamowaniu do zakrętu kierowca Force India powrócił na swoją lokatę. Na 8. okrążeniu Pic i Karthikeyan zderzyli się, co spowodowało pozostanie na torze kilku elementów ich bolidów. Na 11. okrążeniu do alei serwisowej zjechali Button i Pérez. Następnie Alonso wyprzedził di Restę. Maldonado został natomiast wyprzedzony przez Räikkönena oraz przez Hamiltona, który odwiedził swoich mechaników na 14. okrążeniu. Alonso na 15. okrążeniu zjechał na pit-stop, po czym awansował na 4. miejsce. Vettel także odbył wizytę w alei serwisowej, ale utrzymał przewagę 20 sekund nad drugim Grosjeanem. Francuz również zjechał do pit-lane i powrócił z niego przed Hamiltonem. Wkrótce Alonso awansował o kilka pozycji i jechał na 5. lokacie. Jedenastu zawodników jechało obok siebie, w odstępach nie większych niż pół sekundy.
Na dwudziestym okrążeniu doszło do kolizji Senny z Kobayashim, spowodowanej blokowaniem przez Brazylijczyka kierowcy Saubera, przy próbie jego wyprzedzenia. Obydwaj kontynuowali jazdę, jednak kierowca Williamsa uszkodził oponę i musiał ją wymienić, spadając na ostatnią lokatę w klasyfikacji. Nałożono też na niego karę przejazdu przez boksy. Sześć okrążeń później Vergne przy próbie wyprzedzenia Kovalainena zmienił nagle tor jazdy i uderzył tylnym kołem w bolid Fina. Wiele odłamków z bolidu pozostało na torze, co spowodowało konieczność wyjechania samochodu bezpieczeństwa. Wówczas większość kierowców wymieniła komplety opon na nowe. W międzyczasie wystąpił problem z podnośnikiem przy pit-stopie Hamiltona, co spowodowało wydłużenie jego postoju. Safety car zniwelował różnice między samochodami, a zdublowani kierowcy zgodnie z nowymi przepisami powrócili na koniec stawki.
Safety car zjechał na 33. okrążeniu. Po restarcie Alonso wyprzedził Grosjeana. Tymczasem Sebastian Vettel zatrzymał się na poboczu z powodu awarii alternatora w jego bolidzie. Tym samym liderem został Alonso, przed Grosjeanem i Ricciardo (który jednak dopiero jednokrotnie odwiedził swoich mechaników). W międzyczasie doszło do kolizji między Massą i Kobayashim. Japończyk w wyniku uszkodzeń samochodu wycofał się z zawodów. Na 41. okrążeniu wicelider, Grosjean, podobnie jak Vettel doznał awarii alternatora, co zmusiło go do zakończenia jazdy. Na trzech pierwszych pozycjach znaleźli się więc Alonso, Hamilton i Räikkönen. Za nim podążali Maldonado i kierowcy Force India – di Resta i Hülkenberg. Na dziesiątej lokacie jechał Witalij Pietrow. Natomiast Mark Webber awansował do czołowej dziesiątki, jednak na jednej prostej został wyprzedzony przez trzech kierowców. Ze względu na zniszczone ogumienie Australijczyk musiał zjechać do boksów. Na 54. kółku najlepszy czas okrążenia w wyścigu osiągnął Rosberg – 1:42,163 s.

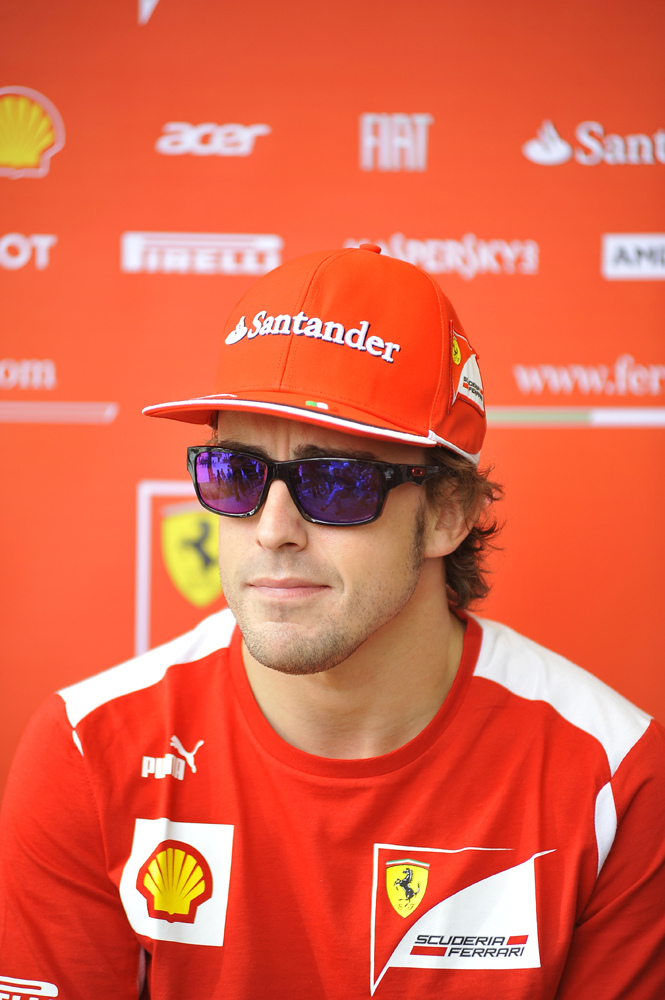
Fernando Alonso, zwycięzca wyścigu i nowy lider Mistrzostw Świata

Na 55. okrążeniu Räikkönen wyprzedził Lewisa Hamiltona. Niedługo później w dwunastym zakręcie próbował dokonać tego również Pastor Maldonado. Hamilton jednak utrzymał tor jazdy po wewnętrznej stronie i Wenezuelczyk wyjechał poza tor. Jednakże Maldonado podjął drugą próbę wyprzedzenia, która zakończyła się kolizją, w wyniku której Hamilton wpadł na barierę i nie był w stanie kontynuować jazdy. Kierowca McLarena ze złości uderzył w kierownicę i rzucił ją w barierę okalającą tor, a Maldonado stracił jedynie przednie skrzydło. Na trzecią pozycję awansował tym samym Schumacher, który po pit-stopie na 41. okrążeniu awansował z dziesiątego miejsca o kilka miejsc. Za nim podążał natomiast Webber. Kierowca Red Bulla próbował wyprzedzić Niemca na ostatnim okrążeniu, lecz 7-krotny mistrz świata utrzymał swoje miejsce na podium.
Jako pierwszy linię mety minął Fernando Alonso z ponad sześciosekundową przewagą nad Kimim Räikkönenem. Trzeci był Michael Schumacher (było to dla niego pierwsze podium od powrotu do Formuły 1 w 2010), a za nim wyścig ukończyli: Mark Webber (który awansował o 15 pozycji w porównaniu ze startem), Nico Hülkenberg (dla którego był to najlepszy rezultat w dotychczasowej karierze), Nico Rosberg, Paul di Resta, Jenson Button i Sergio Pérez, a ostatnie premiowane punktami miejsce zajął Pastor Maldonado. Po wyścigu Wenezuelczyk stracił swoje miejsce ze względu na spowodowanie kolizji z Lewisem Hamiltonem, a więc ostatecznie dziesiątą pozycję wywalczył Bruno Senna. Sklasyfikowano łącznie dziewiętnastu kierowców.
Ogółem zanotowano 58 manewrów wyprzedzania. W trakcie wyścigu McLaren dokonał rekordowego pit-stopu – koła Lewisa Hamiltona zostały wymienione w trakcie 2,32 s – szybciej niż kiedykolwiek w historii Formuły 1.

### Po wyścigu
Zwycięstwo pozwoliło Alonso na awans na pierwsze miejsce w klasyfikacji generalnej kierowców, z dwudziestopunktową przewagą nad drugim Markiem Webberem. Dotychczasowy lider, Lewis Hamilton spadł na trzecie miejsce, a na czwarte Sebastian Vettel. Kolejne przetasowania nastąpiły na końcu tabeli – największy awans (o pięć pozycji) zanotował Schumacher.
Po wyścigu komisja sędziowska wyścigu nałożyła kary na trzech kierowców. Pastorowi Maldonado doliczono 20 sekund za spowodowanie kolizji z Hamiltonem. Spowodowało to przesunięcie go z dziesiątej na dwunastą pozycję w klasyfikacji wyścigu, a co za tym idzie pozbawienie jednego zdobytego punktu. Natomiast Jeana-Érica Vergne z powodu wywołania kolizji z Kovalainenem ukarano przesunięciem o dziesięć pozycji na starcie Grand Prix Wielkiej Brytanii oraz grzywną w wysokości 25 000 euro. Red Bull oświadczył, że grzywnę zapłaci kierowca. Tymczasem Kamui Kobayashi wystartuje na Silverstone o pięć pozycji niżej niż wynik, który osiągnie kwalifikacjach, ze względu na spowodowanie kolizji z Massą.
Ponadto Mark Webber poprosił sędziów o analizę zachowania Schumachera podczas żółtej flagi. Kierowca ten jechał z włączonym systemem DRS w sektorach objętych flagą. Stewardzi jednak uznali, że nie przekroczył on przepisów. Charlie Whiting uzasadnił to tym, że niemiecki zawodnik pokonał okrążenie w czasie dłuższym niż poprzednie, a używanie ruchomego tylnego skrzydła nie jest w takim momencie zakazane.
Według magazynu Autosprint zmodyfikowany Red Bull miał problemy z przejściem powyścigowej kontroli technicznej, ze względu na tylne zawieszenie.

### Odbiór w mediach
Wyścig został określony w mediach jako dramatyczny, genialny, niesamowity i szalony. Zwycięstwo Alonso zostało uznane za nieoczekiwane.
Progres w wyścigu Marka Webbera, który startował z dziewiętnastego pola, a ukończył go na czwartym, został nazwany „imponującym”, a jego jazdę uznano za rozważną. Skrytykowano Sama Michaela, dyrektora sportowego McLarena za kolejne problemy podczas zjazdów bolidów jego zespołu do alei serwisowej.
W wysokiej dominacji Vettela nad resztą stawki doszukano się podobieństwa do rywalizacji w sezonie 2011.

#### Odbiór w zespołach
Fernando Alonso stwierdził, że triumf był dla niego dużą niespodzianką (startował z jedenastego pola). Porównał go ze swoim poprzednim zwycięstwem w domowym wyścigu – Grand Prix Hiszpanii 2006. Na jego twarzy podczas przyznania nagród pojawiły się łzy. Luca di Montezemolo określił jego występ jako „wyjątkowy”.
Kimi Räikkönen stwierdził, że jego celem było zwycięstwo, jednak był zadowolony z miejsca na podium. Romain Grosjean określił swój występ do czasu awarii jako „prawie perfekcyjny”. Éric Boullier pochwalił obu kierowców za dobre tempo w trakcie weekendu wyścigowego. Michael Schumacher wyznał, że nie spodziewał się podium i podziękował zespołowi. Ponadto powiedział, że jest to najlepsza odpowiedź dla krytykujących Mercedesa. Ross Brawn uznał ukończenie rywalizacji w pierwszej trójce za fantastyczne, a sam wyścig za ekscytujący. Sebastian Vettel stwierdził, że wyjazd safety caru nie był potrzebny. Mark Webber uznał natomiast Grand Prix za „szalone”, a cały weekend – za ciężki. Nico Hülkenberg uznał swoje piąte miejsce za wspaniałe osiągnięcie, a Vijay Mallya określił wyścig jako przyjemny. Martin Whitmarsh stwierdził, że wyścig był ekscytujący dla widzów, ale frustrujący dla McLarena, Peter Sauber natomiast „jedną wielką niewykorzystaną szansą”.

## Lista startowa
Na niebieskim tle kierowcy biorący udział jedynie w piątkowych treningach
| Nr | Kierowca           | Zespół                        | Samochód          | Silnik               | Opony |
| -- | ------------------ | ----------------------------- | ----------------- | -------------------- | ----- |
| 1  | Sebastian Vettel   | Red Bull Racing               | Red Bull RB8      | Renault RS27-2012    | P     |
| 2  | Mark Webber        | Red Bull Racing               | Red Bull RB8      | Renault RS27-2012    | P     |
| 3  | Jenson Button      | Vodafone McLaren Mercedes     | McLaren MP4-27    | Mercedes-Benz FO108Y | P     |
| 4  | Lewis Hamilton     | Vodafone McLaren Mercedes     | McLaren MP4-27    | Mercedes-Benz FO108Y | P     |
| 5  | Fernando Alonso    | Scuderia Ferrari              | Ferrari F2012     | Ferrari 056          | P     |
| 6  | Felipe Massa       | Scuderia Ferrari              | Ferrari F2012     | Ferrari 056          | P     |
| 7  | Michael Schumacher | Mercedes AMG Petronas F1 Team | Mercedes F1 W03   | Mercedes-Benz FO108Y | P     |
| 8  | Nico Rosberg       | Mercedes AMG Petronas F1 Team | Mercedes F1 W03   | Mercedes-Benz FO108Y | P     |
| 9  | Kimi Räikkönen     | Lotus F1 Team                 | Lotus E20         | Renault RS27-2012    | P     |
| 10 | Romain Grosjean    | Lotus F1 Team                 | Lotus E20         | Renault RS27-2012    | P     |
| 11 | Paul di Resta      | Sahara Force India F1 Team    | Force India VJM05 | Mercedes-Benz FO108Y | P     |
| 12 | Nico Hülkenberg    | Sahara Force India F1 Team    | Force India VJM05 | Mercedes-Benz FO108Y | P     |
| 12 | Jules Bianchi      | Sahara Force India F1 Team    | Force India VJM05 | Mercedes-Benz FO108Y | P     |
| 14 | Kamui Kobayashi    | Sauber F1 Team                | Sauber C31        | Ferrari 056          | P     |
| 15 | Sergio Pérez       | Sauber F1 Team                | Sauber C31        | Ferrari 056          | P     |
| 16 | Daniel Ricciardo   | Scuderia Toro Rosso           | Toro Rosso STR7   | Ferrari 056          | P     |
| 17 | Jean-Éric Vergne   | Scuderia Toro Rosso           | Toro Rosso STR7   | Ferrari 056          | P     |
| 18 | Pastor Maldonado   | Williams F1                   | Williams FW34     | Renault RS27-2012    | P     |
| 19 | Bruno Senna        | Williams F1                   | Williams FW34     | Renault RS27-2012    | P     |
| 19 | Valtteri Bottas    | Williams F1                   | Williams FW34     | Renault RS27-2012    | P     |
| 20 | Heikki Kovalainen  | Caterham F1 Team              | Caterham CT01     | Renault RS27-2012    | P     |
| 21 | Witalij Pietrow    | Caterham F1 Team              | Caterham CT01     | Renault RS27-2012    | P     |
| 22 | Pedro de la Rosa   | HRT F1 Team                   | HRT F112          | Cosworth CA2012      | P     |
| 23 | Narain Karthikeyan | HRT F1 Team                   | HRT F112          | Cosworth CA2012      | P     |
| 24 | Timo Glock         | Marussia F1 Team              | Marussia MR-01    | Cosworth CA2012      | P     |
| 25 | Charles Pic        | Marussia F1 Team              | Marussia MR-01    | Cosworth CA2012      | P     |
| Nr | Kierowca           | Zespół                        | Samochód          | Silnik               | Opony |

## Wyniki

### Sesje treningowe
| Sesja | Nr | Kierowca         | Konstruktor      | Czas     | Okr. |
| ----- | -- | ---------------- | ---------------- | -------- | ---- |
| 1     | 18 | Pastor Maldonado | Williams-Renault | 1:40,890 | 22   |
| 2     | 1  | Sebastian Vettel | Red Bull-Renault | 1:39,334 | 33   |
| 3     | 3  | Jenson Button    | McLaren-Mercedes | 1:38,562 | 17   |

### Kwalifikacje
Źródło: Wyprzedź Mnie!
| Poz. | Nr | Kierowca           | Konstruktor          | Q1       | Q2       | Q3       | Poz. s. |
| --- | --- | ------------------ | -------------------- | -------- | -------- | -------- | ------- |
| 1 | 1 | Sebastian Vettel   | Red Bull-Renault     | 1:39,626 | 1:38,530 | 1:38,086 | 1       |
| 2 | 4 | Lewis Hamilton     | McLaren-Mercedes     | 1:39,169 | 1:38,616 | 1:38,410 | 2       |
| 3 | 18 | Pastor Maldonado   | Williams-Renault     | 1:38,825 | 1:38,570 | 1:38,475 | 3       |
| 4 | 10 | Romain Grosjean    | Lotus-Renault        | 1:39,530 | 1:38,489 | 1:38,505 | 4       |
| 5 | 9 | Kimi Räikkönen     | Lotus-Renault        | 1:39,464 | 1:38,531 | 1:38,513 | 5       |
| 6 | 8 | Nico Rosberg       | Mercedes             | 1:39,061 | 1:38,504 | 1:38,623 | 6       |
| 7 | 14 | Kamui Kobayashi    | Sauber-Ferrari       | 1:39,651 | 1:38,703 | 1:38,741 | 7       |
| 8 | 12 | Nico Hülkenberg    | Force India-Mercedes | 1:39,009 | 1:38,689 | 1:38,752 | 8       |
| 9 | 3 | Jenson Button      | McLaren-Mercedes     | 1:39,622 | 1:38,563 | 1:38,801 | 9       |
| 10 | 11 | Paul di Resta      | Force India-Mercedes | 1:38,858 | 1:38,519 | 1:38,992 | 10      |
| 11 | 5 | Fernando Alonso    | Ferrari              | 1:39,409 | 1:38,707 | –        | 11      |
| 12 | 7 | Michael Schumacher | Mercedes             | 1:39,447 | 1:38,770 | –        | 12      |
| 13 | 6 | Felipe Massa       | Ferrari              | 1:39,388 | 1:38,780 | –        | 13      |
| 14 | 19 | Bruno Senna        | Williams-Renault     | 1:39,449 | 1:39,207 | –        | 14      |
| 15 | 15 | Sergio Pérez       | Sauber-Ferrari       | 1:39,353 | 1:39,358 | –        | 15      |
| 16 | 20 | Heikki Kovalainen  | Caterham-Renault     | 1:40,087 | 1:40,295 | –        | 16      |
| 17 | 16 | Daniel Ricciardo   | Toro Rosso-Ferrari   | 1:39,924 | 1:40,358 | –        | 17      |
| 18 | 17 | Jean-Éric Vergne   | Toro Rosso-Ferrari   | 1:40,203 | –        | –        | 18      |
| 19 | 2 | Mark Webber        | Red Bull-Renault     | 1:40,395 | –        | –        | 19      |
| 20 | 21 | Witalij Pietrow    | Caterham-Renault     | 1:40,457 | –        | –        | 20      |
| 21 | 22 | Pedro de la Rosa   | HRT-Cosworth         | 1:42,171 | –        | –        | 21      |
| 22 | 23 | Narain Karthikeyan | HRT-Cosworth         | 1:42,527 | –        | –        | 22      |
| 23 | 25 | Charles Pic        | Marussia-Cosworth    | 1:42,675 | –        | –        | 23      |
| | 24 | Timo Glock         | Marussia-Cosworth    | –        | –        | –        | NW      |
| Poz. | Nr | Kierowca           | Konstruktor          | Q1       | Q2       | Q3       | Poz. s. |
| \| Legenda \| Legenda \| \| ------------------------ \| ---------------------------------------------------------------------------------------------------------------------------------------------------------------------------------------------------------------------------------------------------------------- \| \| Poz. Nr Q1 Q2 Q3 Poz. s. \| Pozycja zajęta w sesji kwalifikacyjnej Numer startowy kierowcy Wynik uzyskany w pierwszej części kwalifikacji Wynik uzyskany w drugiej części kwalifikacji Wynik uzyskany w trzeciej części kwalifikacji Pozycja startowa po uwzględnięniu kar, przesunięć, itp. \| | |                    |                      |          |          |          |         |
| Legenda | |                    |                      |          |          |          |         |
| Poz. Nr Q1 Q2 Q3 Poz. s. | Pozycja zajęta w sesji kwalifikacyjnej Numer startowy kierowcy Wynik uzyskany w pierwszej części kwalifikacji Wynik uzyskany w drugiej części kwalifikacji Wynik uzyskany w trzeciej części kwalifikacji Pozycja startowa po uwzględnięniu kar, przesunięć, itp. |                    |                      |          |          |          |         |

### Wyścig
Źródło: Wyprzedź Mnie!
| P                 | + / –     | Nr | Kierowca           | Konstruktor          | Okr. | Czas / Strata       | Komentarz                            |
| ----------------- | --------- | -- | ------------------ | -------------------- | ---- | ------------------- | ------------------------------------ |
| 1                 | 10        | 5  | Fernando Alonso    | Ferrari              | 57   | 1h44m16,649         |                                      |
| 2                 | 3         | 9  | Kimi Räikkönen     | Lotus-Renault        | 57   | +0:06,421           |                                      |
| 3                 | 9         | 7  | Michael Schumacher | Mercedes             | 57   | +0:12,639           |                                      |
| 4                 | 15        | 2  | Mark Webber        | Red Bull-Renault     | 57   | +0:13,628           |                                      |
| 5                 | 3         | 12 | Nico Hülkenberg    | Force India-Mercedes | 57   | +0:19,993           |                                      |
| 6                 | Bez zmian | 8  | Nico Rosberg       | Mercedes             | 57   | +0:21,176           |                                      |
| 7                 | 3         | 11 | Paul di Resta      | Force India-Mercedes | 57   | +0:22,866           |                                      |
| 8                 | 1         | 3  | Jenson Button      | McLaren-Mercedes     | 57   | +0:24,653           |                                      |
| 9                 | 6         | 15 | Sergio Pérez       | Sauber-Ferrari       | 57   | +0:27,777           |                                      |
| 10                | 3         | 19 | Bruno Senna        | Williams-Renault     | 57   | +0:35,961           | [ a ]                                |
| 11                | 5         | 16 | Daniel Ricciardo   | Toro Rosso-Ferrari   | 57   | +0:37,041           |                                      |
| 12                | 7         | 18 | Pastor Maldonado   | Williams-Renault     | 57   | +0:54,630           | [ b ]                                |
| 13                | 7         | 21 | Witalij Pietrow    | Caterham-Renault     | 57   | +1:15,871           |                                      |
| 14                | 2         | 20 | Heikki Kovalainen  | Caterham-Renault     | 57   | +1:34,654           |                                      |
| 15                | 8         | 25 | Charles Pic        | Marussia-Cosworth    | 57   | +1:36,551           |                                      |
| 16                | 3         | 6  | Felipe Massa       | Ferrari              | 56   | +1 okr. (1 okr.)    |                                      |
| 17                | 4         | 22 | Pedro de la Rosa   | HRT-Cosworth         | 56   | +1 okr. (09,053)    |                                      |
| 18                | 4         | 23 | Narain Karthikeyan | HRT-Cosworth         | 56   | +1 okr. (09,267)    | [ c ]                                |
| 19                | 17        | 4  | Lewis Hamilton     | McLaren-Mercedes     | 55   | kolizja z Maldonado |                                      |
| Niesklasyfikowani |           |    |                    |                      |      |                     |                                      |
|                   |           | 10 | Romain Grosjean    | Lotus-Renault        | 40   | elektryka           |                                      |
|                   |           | 1  | Sebastian Vettel   | Red Bull-Renault     | 33   | alternator          |                                      |
|                   |           | 14 | Kamui Kobayashi    | Sauber-Ferrari       | 33   | [ d ]               | uszkodzenia z kolizji z Massą        |
|                   |           | 17 | Jean-Éric Vergne   | Toro Rosso-Ferrari   | 26   | [ e ]               | uszkodzenia z kolizji z Kovalainenem |
| Nie wystartowali  |           |    |                    |                      |      |                     |                                      |
|                   |           | 24 | Timo Glock         | Marussia-Cosworth    | 0    | problemy zdrowotne  |                                      |
| P                 | + / –     | Nr | Kierowca           | Konstruktor          | Okr. | Czas / Strata       | Komentarz                            |

### Najszybsze okrążenie
Źródło: Wyprzedź Mnie!
| Nr | Kierowca     | Konstruktor | Czas     | Okr. |
| -- | ------------ | ----------- | -------- | ---- |
| 8  | Nico Rosberg | Mercedes    | 1:42,163 | 54   |

## Prowadzenie w wyścigu
| Nr                              | Kierowca         | Okrążenia | Suma |
| ------------------------------- | ---------------- | --------- | ---- |
| 1                               | Sebastian Vettel | 1–33      | 32   |
| 5                               | Fernando Alonso  | 33–57     | 25   |
| \| Wykres \| \| ------ \| \| \| |                  |           |      |
| Wykres                          |                  |           |      |
|                                 |                  |           |      |

## Klasyfikacja po wyścigu

### Kierowcy
| P  | +/− | Kierowca           | Starty | Punkty | P1 | P2 | P3 | PP | NO | NS |
| -- | --- | ------------------ | ------ | ------ | -- | -- | -- | -- | -- | -- |
| 1  | +1  | Fernando Alonso    | 8      | 111    | 2  | 1  | 1  | –  | –  | –  |
| 2  | +2  | Mark Webber        | 8      | 91     | 1  | –  | –  | 1  | –  | –  |
| 3  | −2  | Lewis Hamilton     | 8      | 88     | 1  | –  | 3  | 2  | –  | –  |
| 4  | −1  | Sebastian Vettel   | 8      | 85     | 1  | 1  | –  | 3  | 2  | 1  |
| 5  | 0   | Nico Rosberg       | 8      | 75     | 1  | 1  | –  | 1  | 1  | –  |
| 6  | 0   | Kimi Räikkönen     | 8      | 73     | –  | 2  | 1  | –  | 1  | –  |
| 7  | 0   | Romain Grosjean    | 8      | 53     | –  | 1  | 1  | –  | 1  | 4  |
| 8  | 0   | Jenson Button      | 8      | 49     | 1  | 1  | –  | –  | 1  | –  |
| 9  | 0   | Sergio Pérez       | 8      | 39     | –  | 1  | 1  | –  | 1  | 1  |
| 10 | 0   | Pastor Maldonado   | 8      | 29     | 1  | –  | –  | 1  | –  | 2  |
| 11 | +1  | Paul di Resta      | 8      | 27     | –  | –  | –  | –  | –  | –  |
| 12 | −1  | Kamui Kobayashi    | 8      | 21     | –  | –  | –  | –  | 1  | 3  |
| 13 | +5  | Michael Schumacher | 8      | 17     | –  | –  | 1  | –  | –  | 5  |
| 14 | +1  | Nico Hülkenberg    | 8      | 17     | –  | –  | –  | –  | –  | 1  |
| 15 | −2  | Bruno Senna        | 8      | 16     | –  | –  | –  | –  | –  | 1  |
| 16 | −2  | Felipe Massa       | 8      | 11     | –  | –  | –  | –  | –  | 1  |
| 17 | −1  | Jean-Éric Vergne   | 8      | 4      | –  | –  | –  | –  | –  | 1  |
| 18 | −1  | Daniel Ricciardo   | 8      | 2      | –  | –  | –  | –  | –  | 1  |
| 19 | 0   | Heikki Kovalainen  | 8      | 0      | –  | –  | –  | –  | –  | 1  |
| 20 | +3  | Witalij Pietrow    | 8      | 0      | –  | –  | –  | –  | –  | 2  |
| 21 | −1  | Timo Glock         | 7      | 0      | –  | –  | –  | –  | –  | 1  |
| 22 | −1  | Charles Pic        | 8      | 0      | –  | –  | –  | –  | –  | 3  |
| 23 | −1  | Narain Karthikeyan | 7      | 0      | –  | –  | –  | –  | –  | 2  |
| 24 | 0   | Pedro de la Rosa   | 7      | 0      | –  | –  | –  | –  | –  | 2  |
| P  | +/− | Kierowca           | Starty | Punkty | P1 | P2 | P3 | PP | NO | NS |

### Konstruktorzy
| P  | +/− | Konstruktor          | Starty | Punkty | P1 | P2 | P3 | PP | NO | NS |
| -- | --- | -------------------- | ------ | ------ | -- | -- | -- | -- | -- | -- |
| 1  | 0   | Red Bull-Renault     | 16     | 176    | 2  | 1  | –  | 4  | 2  | 1  |
| 2  | 0   | McLaren-Mercedes     | 16     | 137    | 2  | 1  | 3  | 2  | 1  | –  |
| 3  | 0   | Lotus-Renault        | 16     | 126    | –  | 3  | 2  | –  | 2  | 4  |
| 4  | 0   | Ferrari              | 16     | 122    | 2  | 1  | 1  | –  | –  | 1  |
| 5  | 0   | Mercedes             | 16     | 92     | 1  | 1  | 1  | 1  | 1  | 5  |
| 6  | 0   | Sauber-Ferrari       | 16     | 60     | –  | 1  | 1  | –  | 2  | 3  |
| 7  | 0   | Williams-Renault     | 16     | 45     | 1  | –  | –  | 1  | –  | 3  |
| 8  | 0   | Force India-Mercedes | 16     | 44     | –  | –  | –  | –  | –  | 1  |
| 9  | 0   | Toro Rosso-Ferrari   | 16     | 6      | –  | –  | –  | –  | –  | 2  |
| 10 | 0   | Caterham-Renault     | 16     | 0      | –  | –  | –  | –  | –  | 3  |
| 11 | 0   | Marussia-Cosworth    | 15     | 0      | –  | –  | –  | –  | –  | 4  |
| 12 | 0   | HRT-Cosworth         | 14     | 0      | –  | –  | –  | –  | –  | 4  |
| P  | +/− | Konstruktor          | Starty | Punkty | P1 | P2 | P3 | PP | NO | NS |

## Imprezy towarzyszące
Oprócz wyścigu Formuły 1 w weekend wyścigowy odbyło się kilka zawodów innych serii. Wśród nich był wyścig Porsche Supercup, który zwyciężył startujący z pole position René Rast z Lechner Racing, przed Seanem Edwardsem z Konrad Motorsport i Robertem Lukasem z Förch Racing. Rozegrano także dwa wyścigi serii GP3 – w pierwszym triumfował Mitch Evans z MW Arden przed Aaro Vainio z Lotus GP i Davidem Fumanellim z MW Arden, w drugim zaś Patric Niederhauser z Jenzer Motorsport przed Danielem Abtem z Lotus GP i Tio Ellinasem z Marussia Manor Racing.

### Seria GP2
23 czerwca odbył się wyścig główny GP2 w Walencji. Zwyciężył w nim Esteban Gutiérrez z Lotus GP przed Marcusem Ericssonem z iSport International i Luizem Razią z Arden International. Dzień później w sprincie zwyciężył Razia, drugi był James Calado z Lotusa, a trzeci Fabio Leimer z Racing Engineering.